# L'Herbe de mort
L'Herbe de mort (The Herb of Death) est une nouvelle policière d'Agatha Christie mettant en scène Miss Marple.
Initialement publiée en mars 1930 dans la revue The Story-Teller au Royaume-Uni, cette nouvelle a été reprise en recueil en 1932 dans The Thirteen Problems au Royaume-Uni. Elle a été publiée pour la première fois en France dans le recueil Miss Marple au Club du Mardi en 1966.

## Publications
Avant la publication dans un recueil, la nouvelle avait fait l'objet de publications dans des revues :
- en mars 1930, au Royaume-Uni, dans le no 275 (vol. 46) de la revue The Story-Teller[1] ;
- en mars 1962, aux États-Unis, sous le titre « Foxglove in the Sage », dans le no 220 (no 3, vol. 39) de la revue Ellery Queen's Mystery Magazine[2].

La nouvelle a ensuite fait partie de nombreux recueils :
- en 1932, au Royaume-Uni, dans The Thirteen Problems[1] (avec 12 autres nouvelles) ;
- en 1933, aux États-Unis, dans The Tuesday Club Murders[1] (adaptation du recueil de 1932) ;
- en 1966, en France, dans Miss Marple au Club du Mardi (avec 6 autres nouvelles)
(réédité en 1991 sous le même titre, de la fusion des deux recueils Miss Marple au Club du Mardi et Le Club du Mardi continue, reprenant les 13 nouvelles du recueil britannique de 1932).